# Miguel A. Núñez Jr.
Miguel A. Núñez Jr. (ur. 11 sierpnia 1964 w Nowym Jorku) – amerykański aktor i komik.
Zagrał w filmach Juwanna Mann (2002) oraz Miłość jest dla głupców z 1998. Za występ w tym drugim filmie był nominowany do prestiżowej nagrody ALMA. Grał obok Willa Smitha w sitcomie Bajer z Bel-Air oraz przy Melu Gibsonie w Zabójczej broni III. Wcielał się w postać charyzmatycznego Zacha w serialu Joey.

## Filmografia
- 1985: Piątek, trzynastego V: Nowy początek jako Demon
- 1985: Powrót żywych trupów jako pająk
- 1986: Jumpin’ Jack Flash jako chuligan na ulicy
- 1987: Zabójcza broń jako chuligan
- 1988: Szalony Jackson jako chuligan w sali bilardowej
- 1989: Noce Harlemu jako mężczyzna z raną na nosie
- 1992: Zabójcza broń 3 jako członek drużyny
- 1994: Uliczny wojownik jako Dee Jay
- 1997: Na dobre i złe jako Frank Hall, IRS
- 1998: Miłość jest dla głupców jako młody mały Richard
- 1999: Życie jako Biscuit
- 2000: Gruby i chudszy 2: Rodzina Klumpów jako naukowiec
- 2002: ZygZak jako Bentley
- 2002: Scooby-Doo jako Voodoo Maestro
- 2002: Juwanna Mann jako Jamal Jefferies/Juwanna Mann
- 2005: Joey jako Zach Miller
- 2008: Mów mi Dave jako członek załogi Burley
- 2010: Blue Mountain State jako prostytutka transwestyta
- 2011: Mad Love jako Charles